# Staves
Staves ist ein Census-designated place im Cleveland County im US-Bundesstaat Arkansas. Die Volkszählung von 2020 erfasste 133 Einwohner. Der CDP wurde im Jahr 2010 erstmals vom Census erfasst.

## Lage
Der Ort liegt etwa 80 Kilometer südlich von Little Rock im White Oak Township an der Kreuzung der Arkansas State Routes 35 und 212 auf einer Höhe von 77 Metern über dem Meeresspiegel. Die 6,3 km² große Fläche des Gebietes setzt sich zusammen aus 6,3 km² Land- und 0,01 km² Wasserfläche. Westlich von Staves fließt der Saline River, ein linker Nebenfluss des Ouachita Rivers.